# Їжа навинос
Харчовий продукт, який продається рестораном навинос або їжа з собою чи тейкáут (в англійській мові зустрічаються декілька еквівалентів, в залежності від місцевості це take-out або takeout (США., Канада та Філіппіни) ; take-away (Велика Британія, Австралія, Ліван, ПАР та Ірландія)) — це приготовлена їжа або інші продукти харчування, придбані в ресторані чи закладі швидкого харчування, які покупець має намір їсти в іншому від приготування місці. Таке поняття зустрічається в багатьох древніх і сучасних культурах, є поширеною практикою у всьому світі та розповсюджено серед цілого ряду кухонь і видів страв.

## Історія

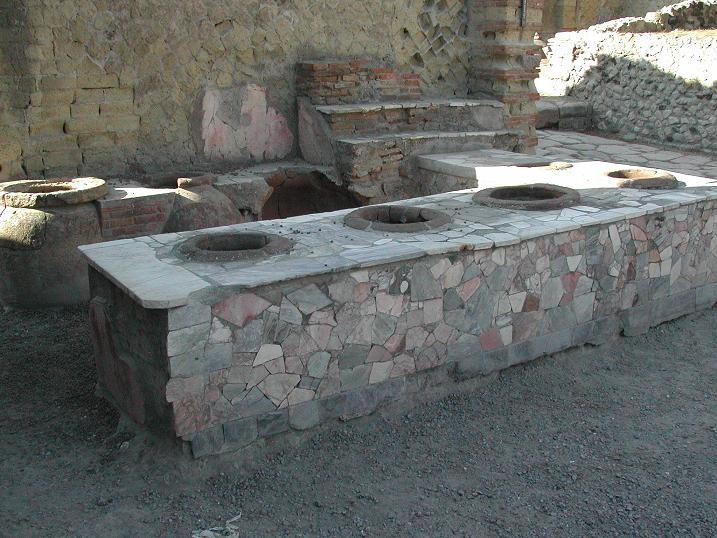
Термополій в Геркуланумі

Концепція готових до споживання страв, які їдять в іншому від приготування місці, сягає глибокої давнини. Ринкові та придорожні лотки, де продавали їжу, були поширені в Стародавній Греції та Римі. У Помпеях археологи виявили низку термополій — прилавки, що виходили на вулицю та продавали їжу навинос. У руїнах Помпеїв виявлено понад 200 термополій.

## Види діяльності
Обслуговування у ресторані — їжу навинос можна також придбати і в ресторанах, якщо вони надають такі послуги. Надання можливості взяти їжу з собою економить операторам ресторанів витрати на столові прилади, посуд та оплату офіціантам; це також дозволяє швидко обслуговувати багатьох клієнтів, не обмежуючи продаж.
Візки для їжі / вулична їжа — хоча колись вона була популярною в Європі та Америці, вулична їжа знизила свою популярність. Частково це можна пояснити поширенням спеціалізованих ресторанів навинос та законодавства, що стосується охорони праці. Продавці, що продають вуличну їжу, як і раніше поширені в значній частині Азії, Африки та Близького Сходу, а річний оборот продавців вуличної їжі в Бангладеш та Таїланді описується як особливо важливий для місцевої економіки.
Проїзна точка продажу (або драйв) — багато ресторанів та закладів пропонують проїзні точки продажу їжі для автомобілістів, що дозволяють клієнтам замовляти, оплачувати та отримувати їжу, не залишаючи своїх автомобілів. Ідея була започаткована в 1931 році в каліфорнійському ресторані швидкого харчування Pig Stand Number 21. До 1988 року 51 % обороту McDonald's генерувалося за рахунок МакДрайвів, а 31 % від усього обороту їжі навинос в США до 1990 року було створено через проїзні точки продажу для автомобілістів.

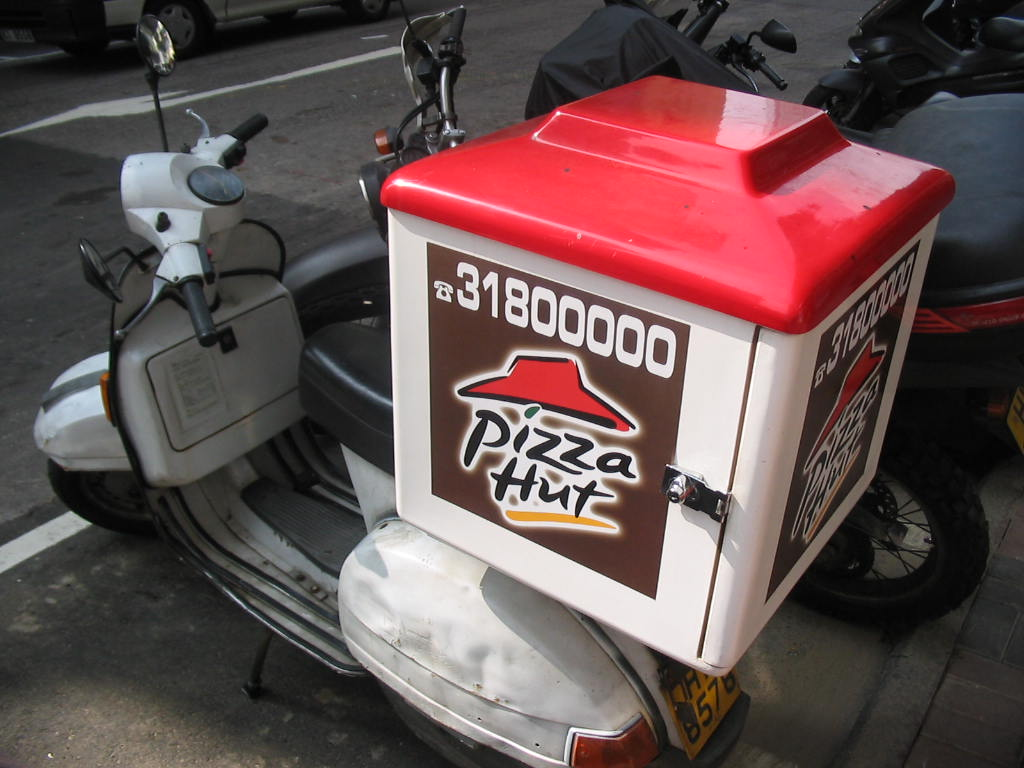
Скутер, який використовується для доставки піци Pizza Hut у Гонконзі
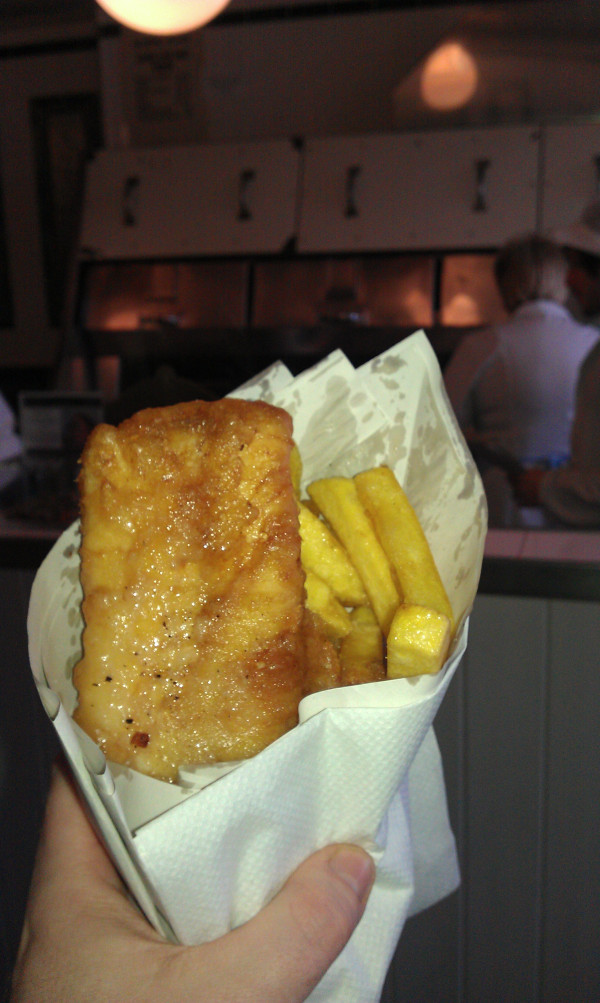
Риба зі смаженою картоплею
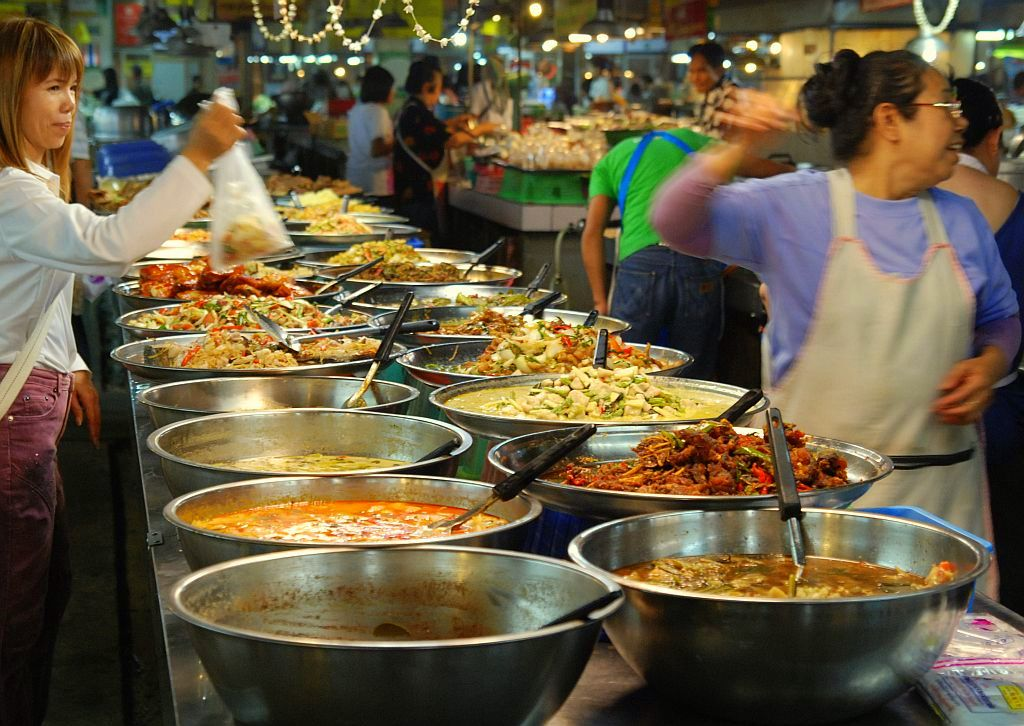
Прилавок на ринку в Таїланді, де продають продукти навинос

Служби доставки їжі — ресторан може утримувати власний персонал служби доставки або використовувати сторонніх осіб, які укладають контракти з ресторанами, щоб не тільки доставляти замовлення їжі, а й допомагати у маркетингу та забезпеченні технології приймання замовлень. Промисловість йде в ногу з технологічним розвитком продовжуючи розширяти свої послуги через додатки для мобільних телефонів для онлайн замовлення та доставки. Спеціалізоване комп'ютерне програмне забезпечення допомагає визначити найефективніші маршрути для перевізників, відстежувати замовлення та терміни доставки, керувати дзвінками та замовленнями за допомогою програмного забезпечення і використовувати мобільні POS-термінали. З 2008 року технологія супутникового навігаційного спостереження використовується для моніторингу в режимі реального часу споживачів транспортних засобів через Інтернет. Згідно з дослідженням, [Архівовано 28 січня 2021 у Wayback Machine.] процитованим New York Times станом на 2019 рік на три компанії припадає майже 80 відсотків ринку доставки їжі в ресторани США: GrubHub, UberEats та Doordash. Конкуренція за частку ринку є дуже жорстокою, часто відбуваються поглинання, коли менші конкуренти або викуповувались, або закривались. Не витримали конкуренцію і Amazon Restaurants, які оголосили в червні 2019 року, що закривають свою службу доставки їжі з ресторанів, щоб зосередитися на доставці продуктів.
Деякі компанії пропонують гарантію доставки протягом заздалегідь визначеного періоду часу та за несвоєчасну доставку не беруть оплати. Наприклад, Domizza's Pizza проводила комерційну кампанію у 1980-х та на початку 1990-х років, яка обіцяла «30 хвилин або безкоштовно». Ця акція була припинена в Сполучених Штатах в 1993 році через велику кількість позовів, що виникли внаслідок нещасних випадків, спричинених водіями доставки.

## Упаковка

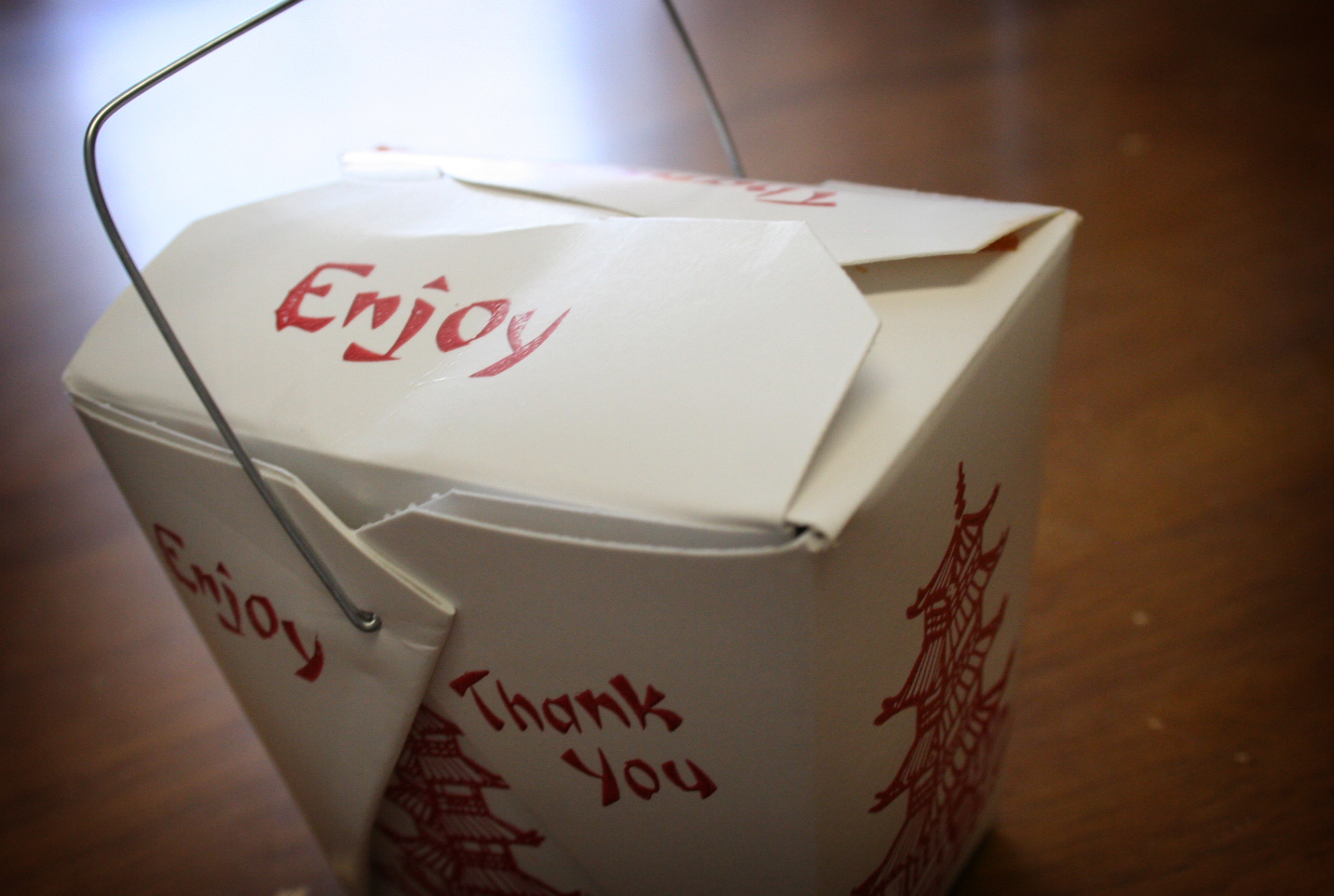
Картонний контейнер для їжі навинос з китайського ресторану
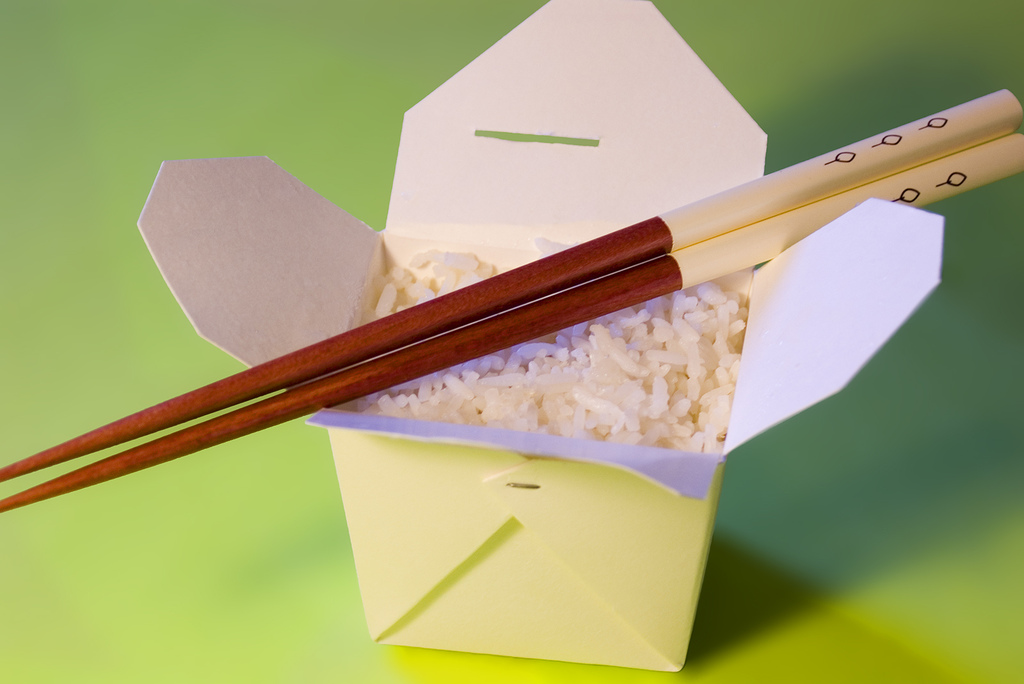
Картонний контейнер з вареним рисом, який використовується в азійській кухні

Продукти навинос зазвичай упаковуються в паперові, картонні, гофровані, пластикові та пінопластикові контейнери. Одним із найпоширеніших видів контейнерів є картонна коробка з вологозахисним покриттям, яка спочатку використовувалася у китайській кухні.
Алюмінієві контейнери також популярні для упаковки через їх низьку вартість. Пінополістирол часто використовують для контейнерів з гарячими напоями, оскільки він легкий та має гарну теплоізоляцію.

## Дивитися також
- Вулична їжа

## Зовнішні посилання
- Відео How Takeout Took Over America. CNBC. 3 вересня 2018. Архів оригіналу за 11 лютого 2021. Процитовано 30 січня 2021.